# Rita Azevedo Gomes
Rita Azevedo Gomes (Lisboa, 1952) es una directora de cine portuguesa.

## Trayectoria
Comenzó la carrera de Bellas Artes, pero la abandonó, interesada por el mundo del cine, terreno en el que ha tenido una formación autodidacta. 
Siendo muy joven, se presentó a Manoel de Oliveira (1908-2015), tras haber visto su puesta en escena de Amor de perdição en 1979, la novela maestra de Camilo Castelo Branco. Logró un puesto de ayudante de vestuario en el siguiente rodaje. La amistad progresiva con éste supuso finalmente el rodaje de una conversación del patriarca del cine portugués y el crítico João Bénard da Costa, en 2007.
Desde 1993, ha sido programadora y encargada de publicaciones de la cinemateca portuguesa.
Empezó a rodar con el film O som da Terra a Tremer, de 1990. Ha tardado mucho en ser reconocida, pese a su calidad. Las últimas películas son La venganza de una mujer, de 2014 (estrenada en España) y Correspondencias, de 2016, estrenada asimismo en 2017.
La filmoteca española dedicó un ciclo al cine de Rita Azevedo Gomes en el mes de mayo de 2017.

## Cine
- O som da Terra a Tremer, 1990
- Frágil Como o Mundo, 2002
- A Conquista de Faro, 2005
- A 15ª Pedra, 2007, documental sobre Manoel de Oliveira
- A Colecção Invisível, 2009
- La venganza de una mujer, 2012
- Correspondencias, 2016
- La portuguesa, 2018
- Danzas macabras, esqueletos y otras fantasías, 2019 (en colaboración con P. Léon y J. L. Schefer)

## Premios y reconocimientos
- Mikeldi de Honor del Festival Internacional de Cine Documental y Cortometraje de Bilbao-Zinebi (2023)[2]